# Referendum in Andorra del 1982
Il referendum in Andorra del 1982 si svolse il 28 maggio 1982 per approvare un nuovo sistema elettorale. 

## Contesto
Nel dicembre 1980, i Coprincipi concordarono delle riforme, inclusa l'istituzione di un Consiglio esecutivo e lo svolgimento di un referendum sul sistema di voto. Agli elettori sono state offerte tre opzioni: un sistema maggioritario, un sistema proporzionale (in cui le parrocchie fungerebbero da collegi elettorali) o un sistema misto, con candidati eletti utilizzando il sistema maggioritario a livello nazionale e il sistema proporzionale nelle parrocchie. 

## Risultati
| Scelta                                  | voti | %     |
| --------------------------------------- | ---- | ----- |
| Sistema maggioritario                   | 616  | 31,98 |
| Sistema proporzionale                   | 450  | 23,36 |
| Sistema misto                           | 813  | 42,21 |
| Voti non validi/vuoti                   | 47   | –     |
| Totale                                  | 1926 | 100   |
| Elettori registrati/affluenza alle urne | 3660 | 51,91 |
| Fonte: Democrazia Diretta               |      |       |